# Кипар на Зимским олимпијским играма 2006.
Кипру је ово било осмо учешће на Зимским олимпијским играма. Кипарску делегацију, на Зимским олимпијским играма 2006. у Торину представљо је један спортиста који се такмичио у алпском скијању.
Кипарски олимпијски тим је остао у групи екипа које нису освојиле ниједну медаљу.
Заставу Кипра на свечаном отварању и затварању Олимпијских игара 2006. носио је као и на прошлим 2002. једини такмичар Теодорос Христодулу.

## Алпско скијање

### Мушкарци
| Такмичар            | Дисциплина | Резултати    | Резултати    | Резултати | Резултати | Резултати         | Резултати |
| Такмичар            | Дисциплина | 1. трка      | 2. трка      | Укупно    | Заостатак | Пласман/уч. (ук.) | Белешке   |
| ------------------- | ---------- | ------------ | ------------ | --------- | --------- | ----------------- | --------- |
| Теодорос Христодулу | Велеслалом | 1:30,47 (38) | 1:31,56 (36) | 3:02,03   | +27,03    | 34/41 (82)        |           |
| Теодорос Христодулу | Слалом     | 1:05,58 (52) | 1:00,97 (37) | 2:06,55   | +23,41    | 38/47 (97)        |           |